# Upeneus francisi
Upeneus francisi är en fiskart som beskrevs av Randall och Paul Guézé 1992. Upeneus francisi ingår i släktet Upeneus och familjen mullefiskar. Inga underarter finns listade i Catalogue of Life.